# Al-ʿUzzā
Al-'Uzzā (arabisch العزى, DMG al-ʿUzzā ‚die Mächtigste‘; etymologisch verwandt mit „Aziz“, von arabisch عزیز, DMG ʿazīz ‚mächtig, lieb, teuer‘) war die altarabische Göttin des Morgensterns Venus.
Sie war in vorislamischer Zeit neben al-Lāt und al-Manat eine der drei in Mekka verehrten Hauptgottheiten. Ihr Sitz wurde in einem roten Stein angenommen und bei Wallfahrten wurden ihr Weihgeschenke und Schlachtopfer dargebracht. Mohammed bekämpfte den Kult der Göttin als Unglauben und ließ durch seinen Feldherrn Chālid ibn al-Walīd das Heiligtum der al-Uzza, in dem sich nach einigen Überlieferungen auch ein Orakel befunden haben soll, nach der Eroberung Mekkas zerstören.

## Überlieferung
al-Uzza wird im Koran, Sure 53, Vers 19 bis 23 und 27, 28 neben al-Lāt und al-Manat erwähnt:

„(19) Habt ihr al-Lat und al-Uzza gesehen,

(20) und auch al-Manat, diese andere, die dritte?

(21) Ist denn für Euch das, was männlich ist, und für Ihn das, was weiblich ist, bestimmt?

(22) Das wäre dann eine ungerechte Verteilung.

[…] Jene sind nur leere Namen, welche ihr und eure Väter für die Götzen ausdachtet, wozu Allah keine Erlaubnis gegeben hat.“

Eine (größtenteils mit schwachen Überlieferungsketten ausgestattete) Überlieferung behauptet, zunächst habe es wegen einer Art teuflischen Einflüsterung (Satanische Verse) während des Vortrags des Propheten vorübergehend geheißen:

„(19) Habt ihr al-Lat und al-Uzza gesehen,

(20) und auch al-Manat, diese andere, die dritte?

(21) Das sind die erhabenen Kraniche.

(22) Auf ihre Fürbitte darf man hoffen.“

Im Götzenbuch des Ibn al-Kalbī heißt es über al-'Uzzā:

„Sie ist jünger als al-Lāt und Manāt. […] Die Araber und die Quraisch benannten (ihre Kinder) mit den Namen 'Abd al-'Uzzā. Sie war das höchste Idol bei den Quraisch. Sie pflegten sie zu besuchen, ihr Geschenke zu bringen und bei ihr zu opfern. Wir haben gehört, daß der Gesandte Gottes (Gott segne ihn und gebe ihm Heil) sie eines Tages erwähnte; er sagte: ‚Ich habe al-'Uzzā ein rötlich weißes Schaf dargebracht, zur Zeit da ich mich noch zum Kulte meines Volkes bekannte‘. Die Quraisch pflegten die Kaaba zu umkreisen, indem sie sagten: „Bei al-Lāt und bei al-'Uzzā und bei Manāt, der dritten, der anderen! Sie sind die allerhöchsten Schwäne und auf ihre Fürbitte (bei Gott) darf man hoffen“. Die Quraisch hatten ihr ein himā geschaffen, in einer Bergschlucht des Wadi Hurād, namens Suqām. Sie schufen damit ein Seitenstück zum Haram, dem heiligen Bezirke der Kaaba … al-'Uzzā besaß einen Schlachtplatz, auf dem ihre Opfer geschlachtet wurden; er hieß al-Ghabghab.“

## Sonstiges
Es ist bisher nicht wissenschaftlich geklärt, ab wann diese drei alten Göttinnen zu Töchtern des Hochgottes, Allah, umgedeutet wurden. Überlieferungen zu den oben erwähnten Koranversen aus Sure 53 zeigen nach Meinung einiger, dass Mohammed anfangs versuchte, diese bei den alten Arabern sehr beliebten Göttinnen einzubeziehen (Siehe auch Satanische Verse). Im Jahr der Eroberung Mekkas durch die islamische Gemeinde von Medina befahl der Prophet seinem Vetter ʿAlī ibn Abī Tālib, das Heiligtum zu zerstören.
Als 'Uzzayan fand al-'Uzzā Eingang in die spätere altsüdarabische Götterwelt.
In der Antike wurde sie der griechischen Aphrodite Urania gleichgestellt.